# Yaeyama jezik
Yaeyama jezik (ISO 639-3: rys; yayeyama), jezik japanske porodice jezika kojim govori neutvrđen broj ljudi (uglavnom odraslih) od nešto manje od 50 000 etničkih (točno 47 636, 2000. WCD) u južnoj Okinawi na otocima Ishigaki, Iriomote, Hatoma, Kohama, Taketomi, Kuroshima, Hateruma i Aregusuku, Japan. 
Klasificira se rjukjuanskoj skupini jezika, podskupini sakishima. Ima brojne dijalekte koji nose nazive prema lokalitetima (otocima), to su ishigaki, kabira, shiraho, taketomi, kohama, hatoma, sonai, kuroshima i hateruma.  U upotrebi je i japanski jezik

## Vanjske poveznice
- Ethnologue (14th)
- Ethnologue (15th)